# Oenochroma cycnoptera
Oenochroma cycnoptera là một loài bướm đêm trong họ Geometridae.